# Io che non vivo (senza te)/Il mondo di notte
Io che non vivo (senza te)/Il mondo di notte è un singolo di Pino Donaggio, pubblicato nel 1965 dalla EMI Italiana.

## Tracce

### Lato A
1. Io che non vivo (senza te) – 2:57 (Pino Donaggio, Vito Pallavicini)

### Lato B
1. Il mondo di notte – 2:15 (Vito Pallavicini, Pontiack)

## Io che non vivo (senza te)
Io che non vivo (senza te), presentata al Festival di Sanremo 1965, fu al primo posto per tre settimane.
Un'altra cantante presente alla stessa edizione del festival, Dusty Springfield, decise di farla sua e di inciderla una volta tornata a Londra. Nella versione inglese, intitolata You Don't Have to Say You Love Me, il brano entrò nelle classifiche di moltissimi paesi. La cantante affermò di averla registrata nella tromba delle scale perché risuonava meglio. Numerosi artisti di fama internazionale, tra cui Elvis Presley, l'inclusero in repertorio: la cantante country Shelby Lynne  la cantò in una versione acustica, e divenne con gli anni un classico. Nel 2012 fu interpretata sia in inglese che in italiano da Morgan, che inserì entrambe le due versioni nel proprio album Italian Songbook Volume 2. Nel 2014 la Nannini incise la canzone nell'album Hitalia.